# 马朗德伊
马朗德伊（法語：Marandeuil，法語發音：[maʁɑ̃dœj]）是法国科多尔省的一个市镇，属于第戎区。

## 地理
马朗德伊（47°20'51"N, 5°20'51"E）面积4.55 平方千米，位于法国勃艮第-弗朗什-孔泰大區科多尔省，该省份为法国中东部省份，北起奥布省，西接涅夫勒省和约讷省，南至索恩-卢瓦尔省，东南接汝拉省，东临上索恩省，东北部与上马恩省接壤。
与马朗德伊接壤的市镇（或旧市镇、城区）包括：屈斯雷、圣莱热-特里耶、特罗谢尔、沙尔姆、德朗邦、埃特沃、蒙芒松。

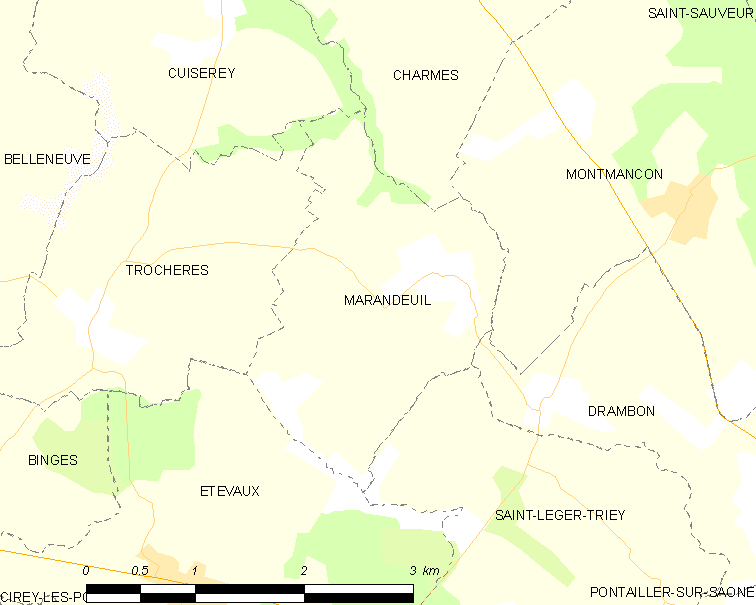
马朗德伊的OSM定位图

马朗德伊的时区为UTC+01:00、UTC+02:00（夏令时）。

## 行政
马朗德伊的邮政编码为21270，INSEE市镇编码为21376。

## 政治
马朗德伊所属的省级选区为欧克索讷县。

## 人口

1962-2008年间马朗德伊人口变化图示

马朗德伊于2022年1月1日时的人口数量为97人。